# Venturada
Venturada ist eine Gemeinde (municipio) in der Autonomen Gemeinschaft Madrid. Der alte Ortskern wurde wegen seiner historischen Bauten als Kulturgut (Bien de Interés Cultural) in der Kategorie Conjunto histórico-artístico eingestuft.

## Lage und Verkehr
Venturada liegt etwa 53 Kilometer nördlich der Stadt Madrid. Die Nachbargemeinde Talamanca de Jarama liegt etwa 20 Kilometer südöstlich.

## Bevölkerungsentwicklung
| Jahr      | 1960 | 1970 | 1981 | 1991 | 2001 | 2010  |
| Einwohner | 160  | 116  | 295  | 332  | 919  | 1.741 |

Im 19. Jahrhundert lag die Einwohnerzahl durchgängig bei unter 200 Personen. Vergleichsweise niedrige Grundstückspreise und Mieten haben in den letzten Jahren zu einem Zuzug von Menschen aus ländlichen Gegenden, aber auch aus der Stadt Madrid geführt.

## Wirtschaft
Lange Zeit war Venturada ein kleiner Marktflecken nördlich von Madrid. Der Ort war ganz wesentlich von einer agrarischen Selbstversorgungswirtschaft geprägt.

## Geschichte
Archäologische Spuren der Iberer, Römer und Westgoten fehlen. Früheste Zeugnisse der Ortsgeschichte sind somit der aus islamischer Zeit (ca. 950) stammende Wachturm (Atalaya) auf einem nördlich gelegenen Berggipfel und eine Nekropole am Ortsrand aus derselben Periode. Ansonsten war die Region im 10./11. Jahrhundert weitgehend verlassen und wurde erst nach der Rückeroberung (reconquista) Toledos (1085) unter Alfons VI. wiederbesiedelt (repoblación). Um 1200 entstand die Kirche Santiago Apóstol. Ansonsten teilt der Ort weitgehend die Geschichte des größeren Nachbarorts Talamanca de Jarama.

## Sehenswürdigkeiten

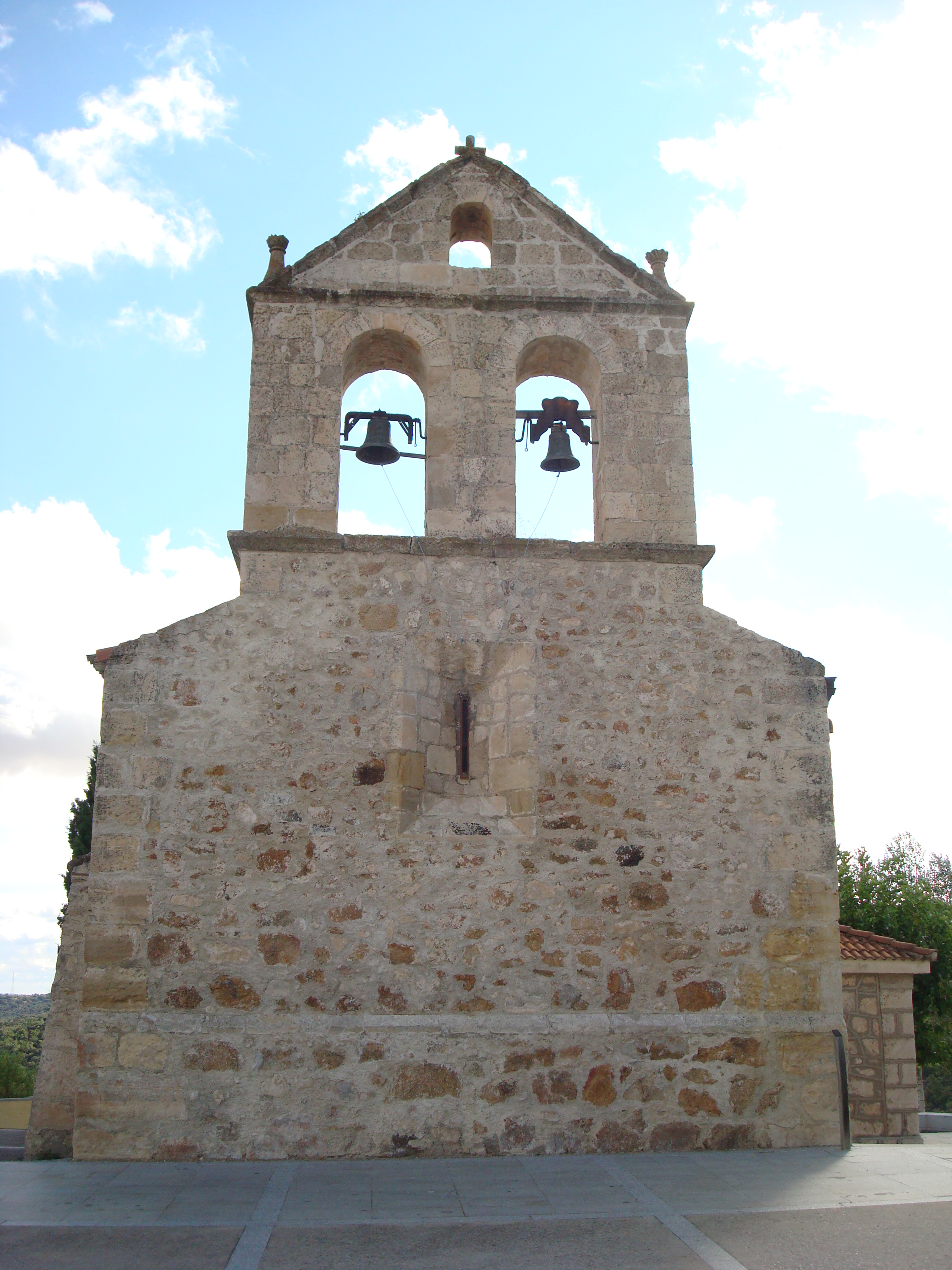
Kirche Santiago Apóstol

- Die kleine einschiffige Pfarrkirche Santiago Apóstol gehört zu den wenigen Zeugnissen romanischer Architektur im Raum Madrid, was in der Hauptsache mit der erst um das Jahr 1200 abgeschlossenen Wiederbesiedlung der Region zu tun hat. Das zur Gänze aus kaum bearbeiteten Bruchsteinen errichtete Bauwerk hat im Westen einen Glockengiebel (espadaña) aus Hausteinen, der vielleicht dem 15. oder 16. Jahrhundert entstammt, aber keinen Eingang; dieser befindet sich auf der Südseite und zeigt eine äußerst einfache romanische Formensprache. Die Ostpartie der Kirche besteht aus einem Vorchorjoch und einer kleinen quadratischen Apsis.

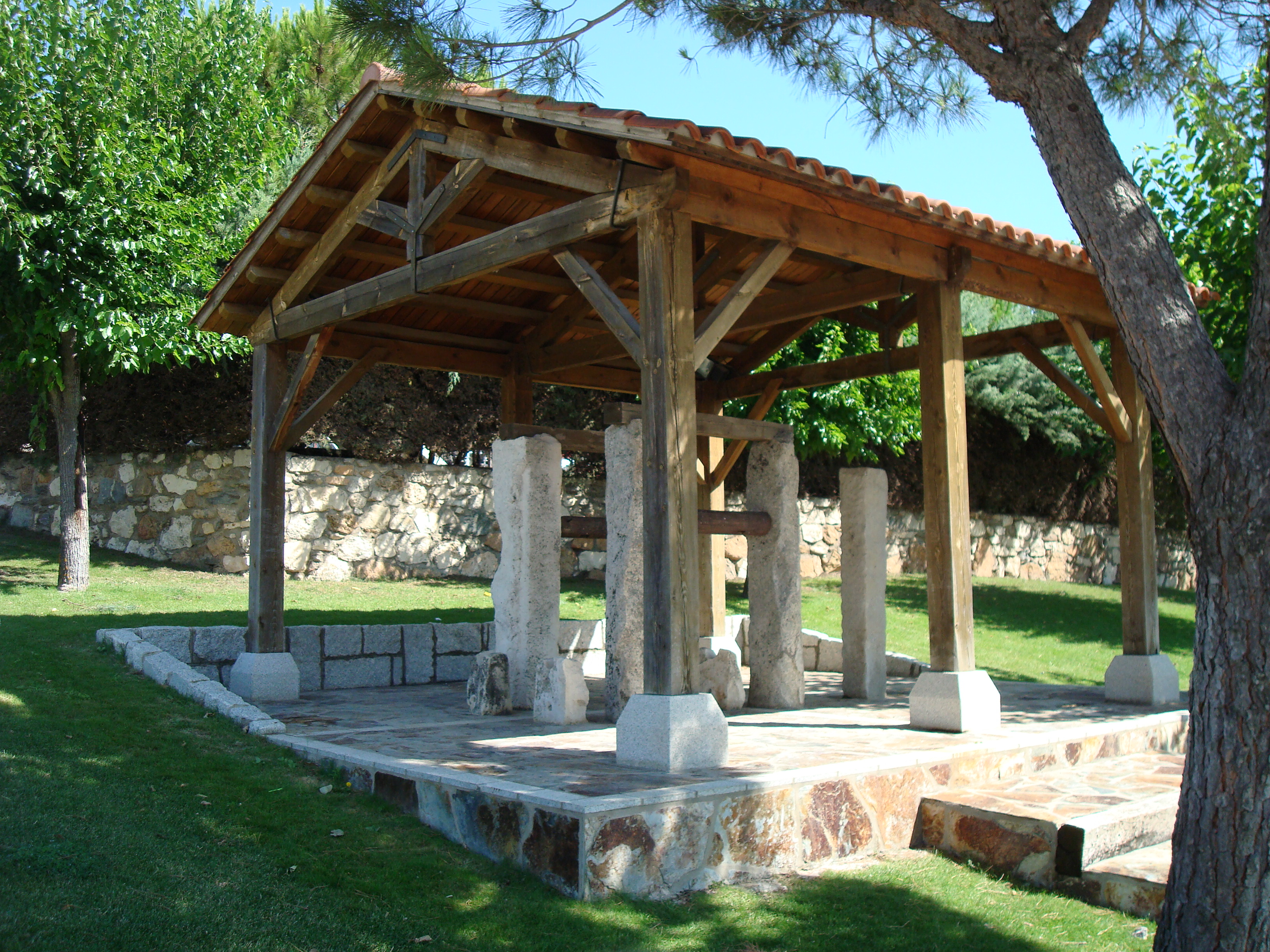
Hufbock (potro de herrar)

- Eine weitere Sehenswürdigkeit des Ortes ist ein gut erhaltener bzw. liebevoll restaurierter ‚Beschlagbock‘ oder ‚Hufbock‘ (potro de hierro), wie es sie – in unterschiedlicher Form – in früheren Zeiten in vielen ländlichen Räumen Europas gab. Wandernde Hufschmiede versorgten hier die Hufe der Pferde und Rinder, die mit Hilfe von Seilen und Gurten fixiert wurden; auch Brandzeichen konnten hier verabreicht werden. In früherer Zeit war das Gestell mit Sicherheit weder überdacht noch über Treppenstufen erreichbar. Die meisten dieser Gebilde standen – wegen des Drecks und des Gebrülls der Tiere, hauptsächlich aber wegen der zusätzlichen Feuergefahr durch Funkenflug – an den Ortsrändern.

Atalaya

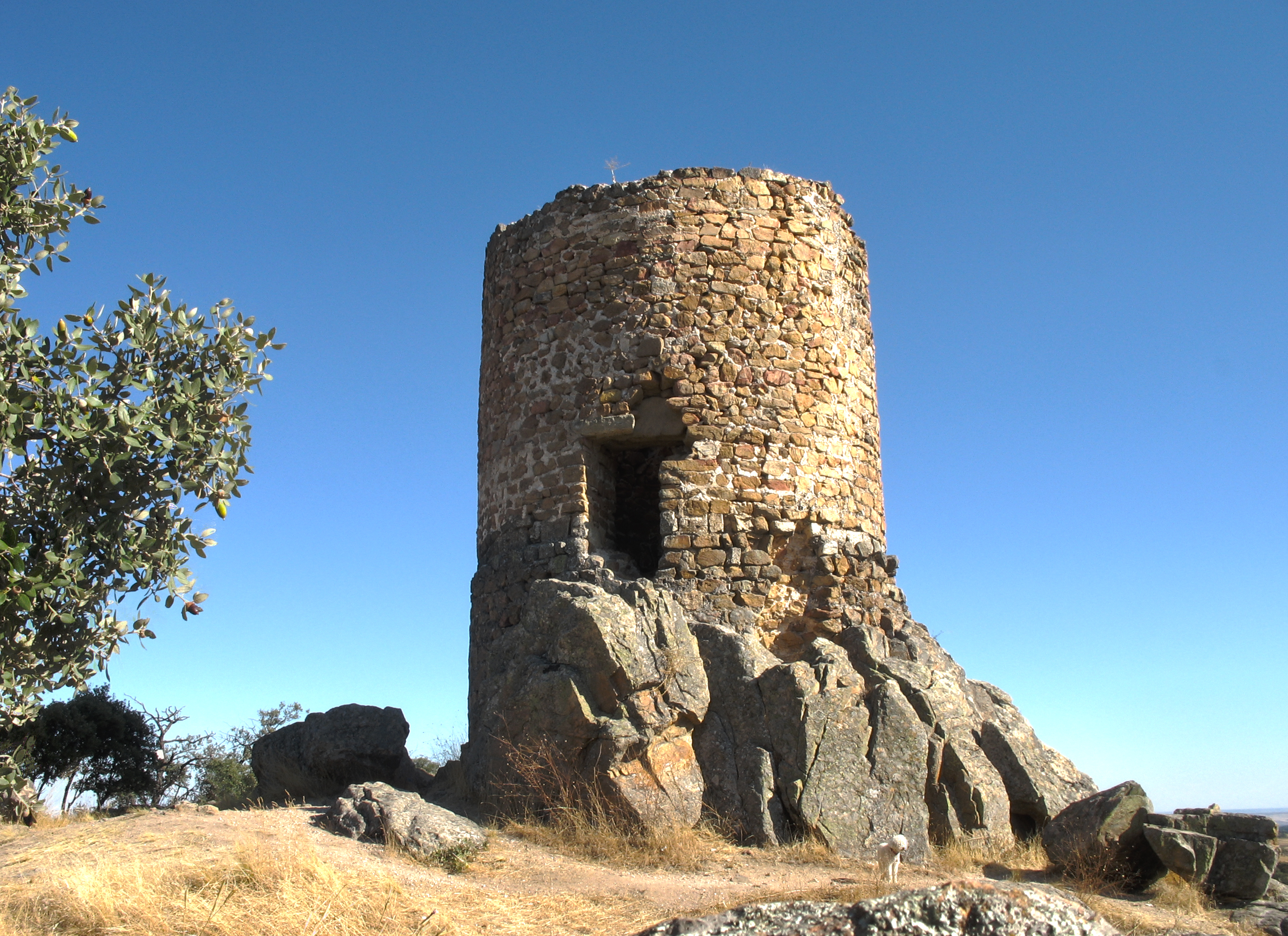
Atalaya de Venturada

- Auf einer etwa 1000 Meter hohen Bergkette wenige Kilometer nördlich des Ortes steht ein aus unbehauenen Natursteinen errichteter Rundturm (atalaya), der wahrscheinlich im 10. Jahrhundert, d. h. in der Zeit der islamischen Herrschaft, als Wach- und Signalturm errichtet wurde. Er gehört zu einer Gruppe von mehreren Türmen, von denen sich die meisten auf dem Gebiet der Gemeinde Talamanca de Jarama befinden. Der Turm beeindruckt vor allem durch seine isolierte Lage und durch die Einbeziehung des natürlichen Felsgesteins zum Erreichen des etwa 2,50 Meter hochgelegenen Eingangs. Er hat einen Durchmesser von etwa sechs Metern und erreicht mit seinen etwa einen Meter dicken Mauern eine Höhe von ca. neun Metern. Im Innern konnte man die hölzerne Aussichtsplattform nur über hölzerne Zwischenebenen und mit Hilfe von Leitern erreichen.